# SN 2007os
SN 2007os – supernowa typu Ia-? odkryta 11 października 2007 roku w galaktyce A015738-0031. W momencie odkrycia miała maksymalną jasność 22,60m.